# The Mandrake Project
The Mandrake Project ist das siebte Soloalbum von Bruce Dickinson und das erste seit Tyranny of Souls 2005.

## Hintergrund
Dickinson arbeitete mit seinem Songwritingpartner, dem Multiinstrumentalist Roy Z zusammen, der sowohl Gitarre als auch Bass spielte. Dabei wurden heruntergestimmte Gitarren verwendet, die für eine dunkle Atmosphäre sorgen, so etwa bei der ersten Single, Afterglow of Ragnarok. Die zweite Single war Rain on the Graves. Der letztere Song wurde inspiriert durch Dickinsons Besuch am Grab des Dichters William Wordsworth.

## Titelliste
| Nr.          | Titel                     | Autoren                | Länge |
| ------------ | ------------------------- | ---------------------- | ----- |
| 1.           | Afterglow of Ragnarok     | Bruce Dickinson, Roy Z | 5:45  |
| 2.           | Many Doors to Hell        | Dickinson, Z           | 4:48  |
| 3.           | Rain on the Graves        | Dickinson              | 5:05  |
| 4.           | Resurrection Men          | Dickinson, Z           | 6:24  |
| 5.           | Fingers in the Wounds     | Dickinson, Z           | 3:39  |
| 6.           | Eternity Has Failed       | Dickinson              | 6:59  |
| 7.           | Mistress of Mercy         | Dickinson              | 5:08  |
| 8.           | Face in the Mirror        | Dickinson              | 4:08  |
| 9.           | Shadow of the Gods        | Dickinson, Z           | 7:02  |
| 10.          | Sonata (Immortal Beloved) | Dickinson, Z           | 9:51  |
| Gesamtlänge: | Gesamtlänge:              | Gesamtlänge:           | 58:44 |

## Mitwirkende
Musiker
- Bruce Dickinson – Gesang (alle Titel), Akustikgitarre (tracks 4, 8), Bongo (4), zusätzliche Keyboards (6, 7), Percussion (6)
- Roy Z – E-Bass, Gitarre
- Dave Moreno – Schlagzeug
- Mistheria – Keyboards
- Chris Declercq – Leadgitarre (3)
- Gus G – Leadgitarre (6)
- Sergio Cuadros – Holzbläser (track 6)

Produktion
- Roy Z – Produktion, Mixing, engineering
- Brendan Duffey – Mastering, Mixing, Technik
- Roger Ramirez – Mixing (1), Engineering (1)
- Addasi Addasi – Technik
- Alonso Herrera – Technik
- Christian Cummings – Technik
- Dave Moreno – Technik
- Idriss Nadi – Technik
- Michael Harris – Technik
- Frank Gibson – Technik (1)
- Denis Caribaux – Technik (7)
- Bruce Buchhalter – Mixing-Begleitung (1)

## Rezeption
Das Album erreichte Platz eins in Deutschland und Österreich, Platz zwei in der Schweiz und Platz drei in Großbritannien. Metal Hammer schrieb: "Mit der genau richtigen Balance aus kraftvoll-epischen Stücken sowie ungewohnt hart klingendem Metal liefert Dickinson hiermit eines seiner bisher stärksten Werke ab." Die Bewertung lag bei sechs von sieben. Rock Hard vergab neun von zehn und schrieb: "Es ist nicht schwierig, sich in 'The Mandrake Project' zu verlieben – kurzweiliger kann man eine Stunde Lebenszeit kaum verbringen."